# Slobozia (Giurgiu)
Slobozia é uma comuna romena localizada no distrito de Giurgiu, na região de Muntênia. A comuna possui uma área de 33.36 km² e sua população era de 2536 habitantes segundo o censo de 2007.